# M240
M240 je rodina univerzálních kulometů ráže 7,62 mm, jež je americkou verzí belgické konstrukce FN MAG. Zbraň je používána v ozbrojených silách Spojených států, v nichž postupně nahradila většinu kulometů M60, od 70. let 20. století.
Kulomet M240 je široce používán jak v pěchotních jednotkách, tak namontovaný na mnoha druzích vojenských vozidel.

## Historie
Kulomet M240 je licencovaná varianta belgického typu FN MAG. Do výzbroje americké armády byl přijat v roce 1976 poté, co ve srovnávacím testu zvítězil nad M60E2. Výroba probíhá ve Spojených státech, ve společnosti FN Manufacturing, Inc. v Columbii v Jižní Karolíně, která je americkou dceřinou společností belgické Fabrique Nationale de Herstal.
U M240 není možnost volby mezi různými módy střelby, lze střílet pouze plně automaticky. Velmi často je k vidění na vozidlech a je pak vybaven dvojitou rukojetí a ovládán palcovou spouští. Při běžném používání se používá normální spoušť s pažbou.
Zbraň používá především pěchota a je vysoce ceněna pro svou spolehlivost. Další výhodou je standardizace výzbroje mezi členy NATO.

## Varianty

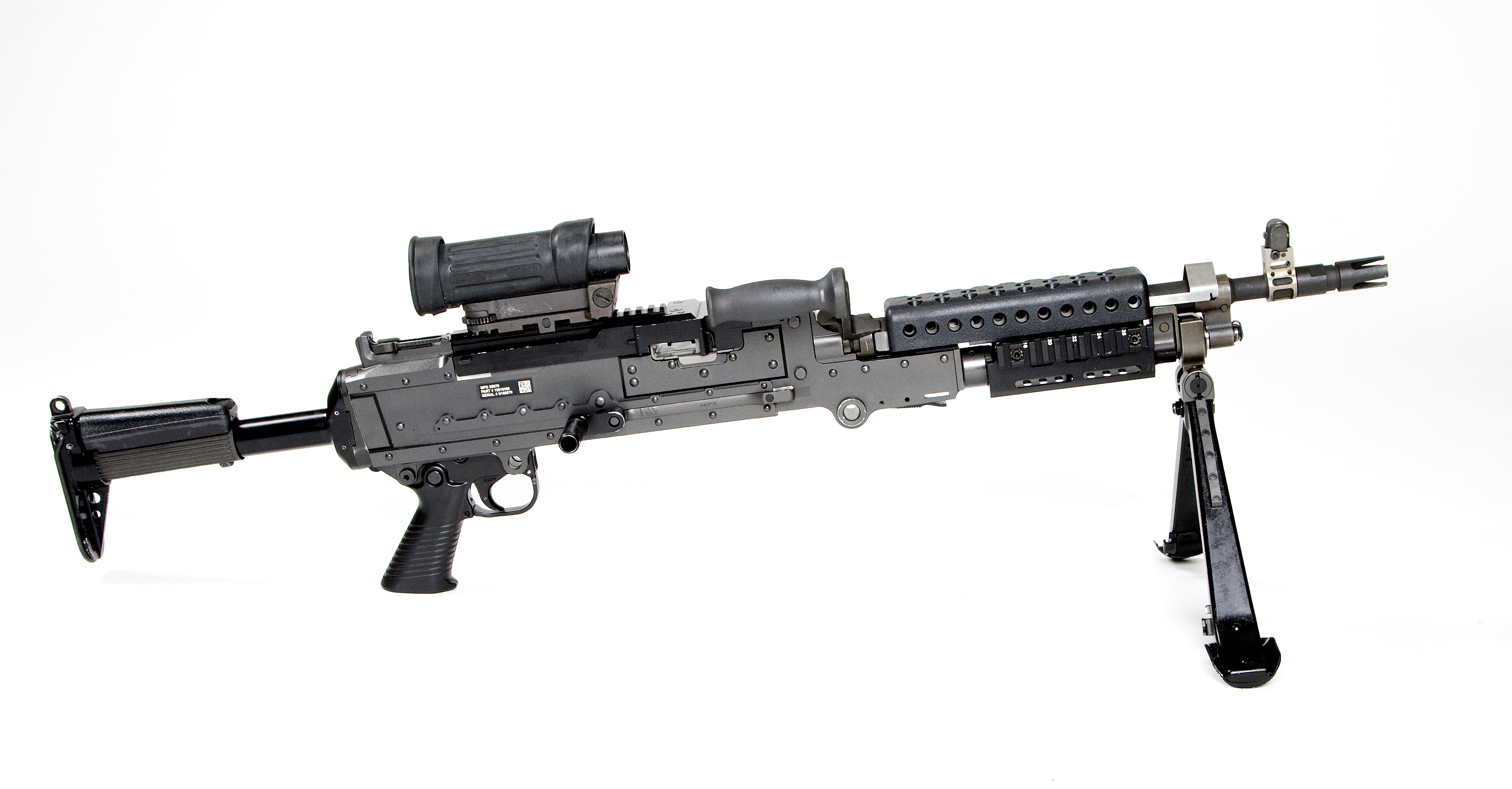
M240L

M240
Původní provedení přijaté do služby v roce 1977 jako součást výzbroje bojových vozidel.
M240B
Střední pěchotní kulomet, užívaný od počátku 90. let 20. století jednotkami US Army, USMC, a v menších počtech i US Navy i USCG. Od originálního FN MAG se odlišuje opláštěním hlavně a lištou Picatinny na pouzdru závěru.
M240C
Koaxiální kulomet s podáváním pásu zprava, lafetovaný ve vozidlech M2/M3 Bradley, LAV-25 a M1 Abrams.
M240D
Varianta pro lafetaci na letadlech, zejména vrtulnících.
M240G
Univerzální provedení použitelné pro pěchotu i ve vozidlových lafetacích, přijaté v roce 1994 do výzbroje USMC.
M240H
Vylepšená varianta pro lafetaci na letadlech.
M240L
Odlehčená verze využívající titanové konstrukční prvky, přijatá do výzbroje US Army v roce 2010.

M240P
Testovaná dále odlehčená verze založená na M240L.

## Uživatelé
- Argentina

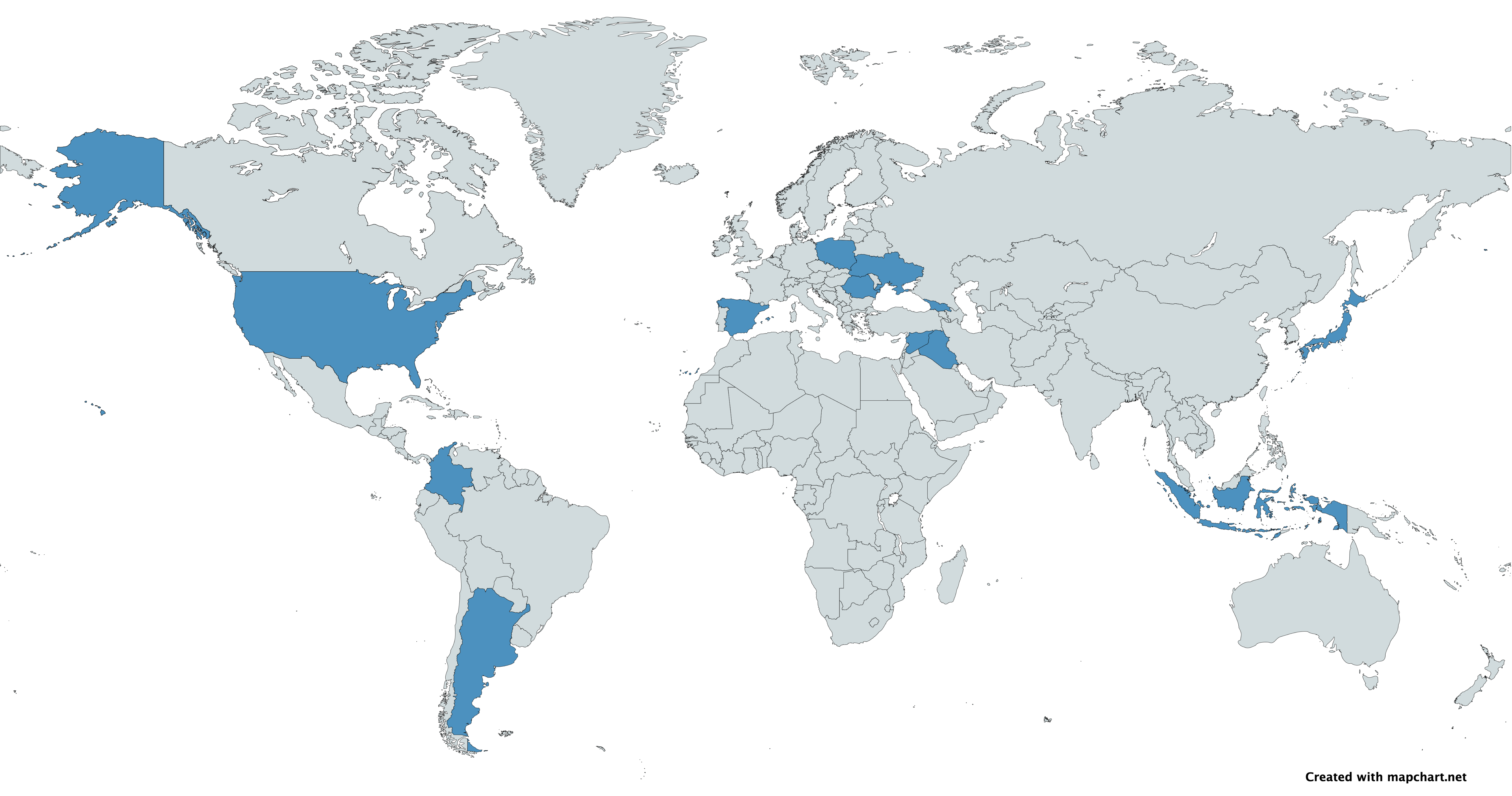
Přehled uživatelů

- Česko (na vozidlech Pandur II)[zdroj⁠?!]
- Filipíny
- Gruzie
- Indonésie (na tancích Leopard 2)
- Irák
- Japonsko (na vozidlech AAV-7)
- Kolumbie
- Polsko (na tancích M1 Abrams)
- Rumunsko
- Spojené státy americké
- Španělsko (na vrtulnících CH-47 Chinook)
- Turecko
- Ukrajina[7]

## Galerie

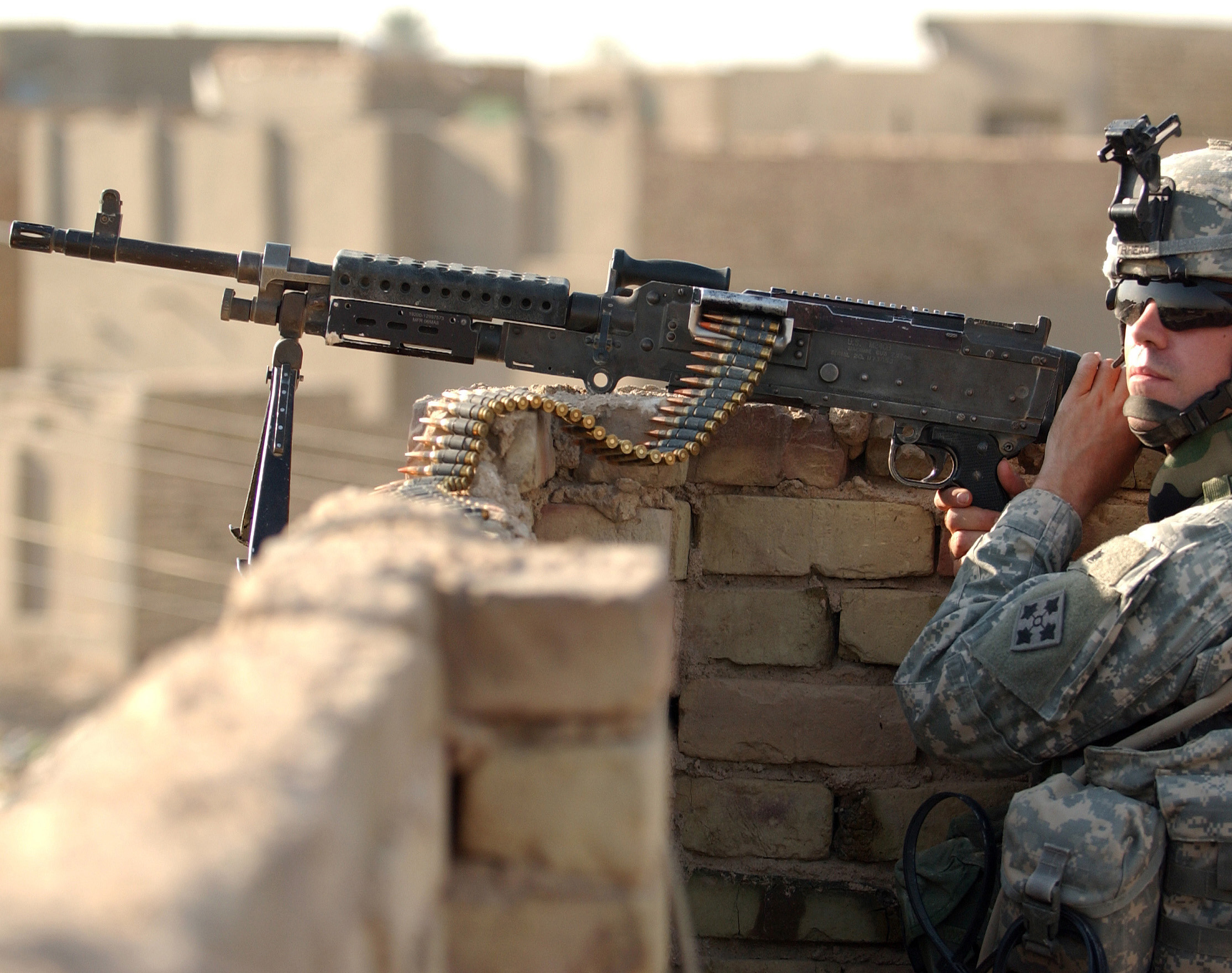
Americký voják ze 4. pěší divize s M240B
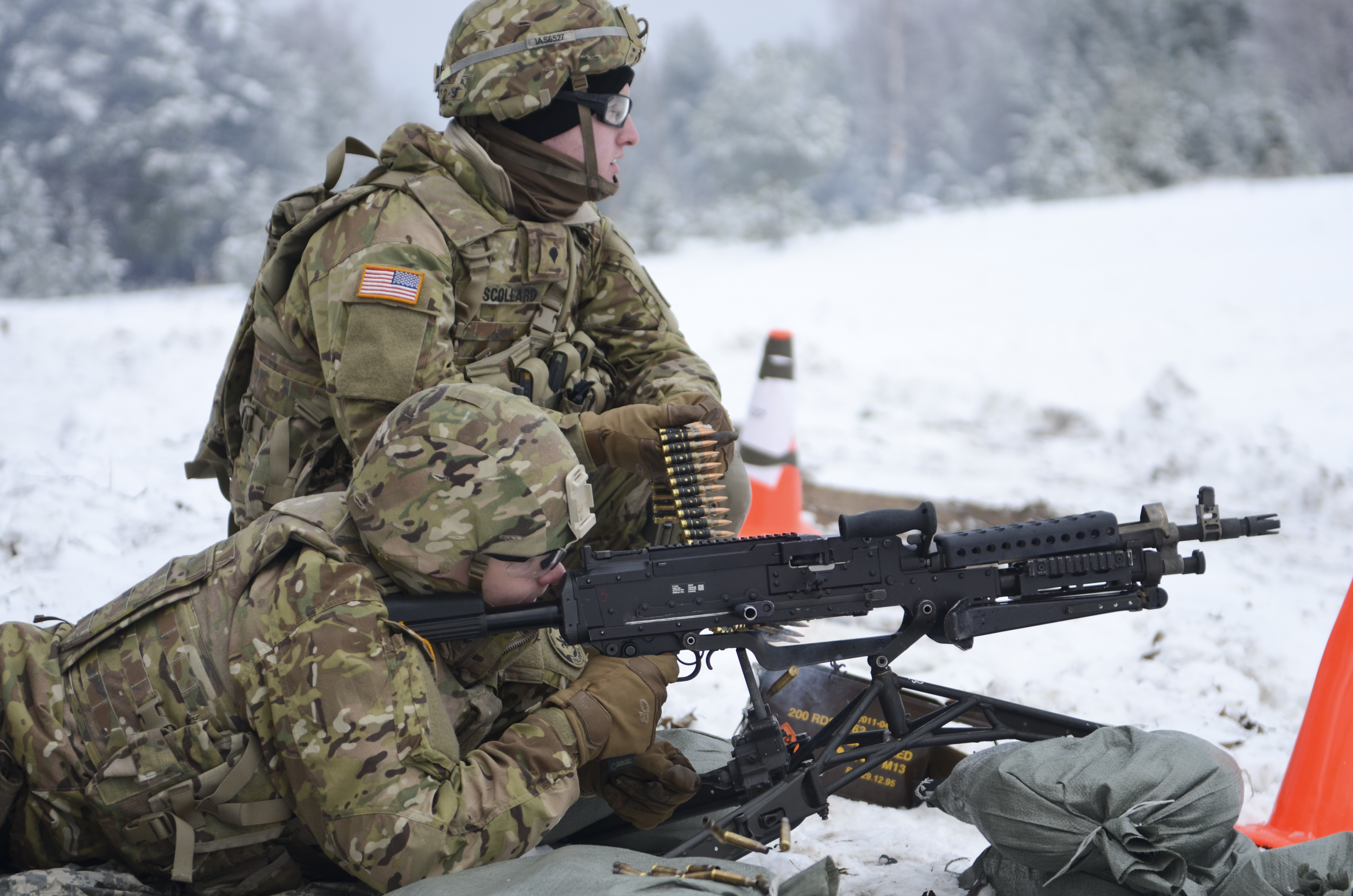
Příslušníci 2. jezdeckého pluku při výcviku s M240 na trojnožce
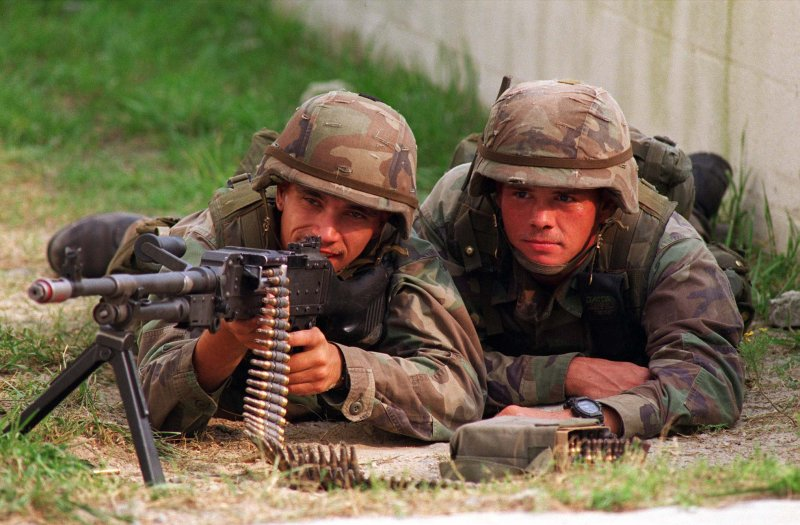
Příslušníci USMC s M240G
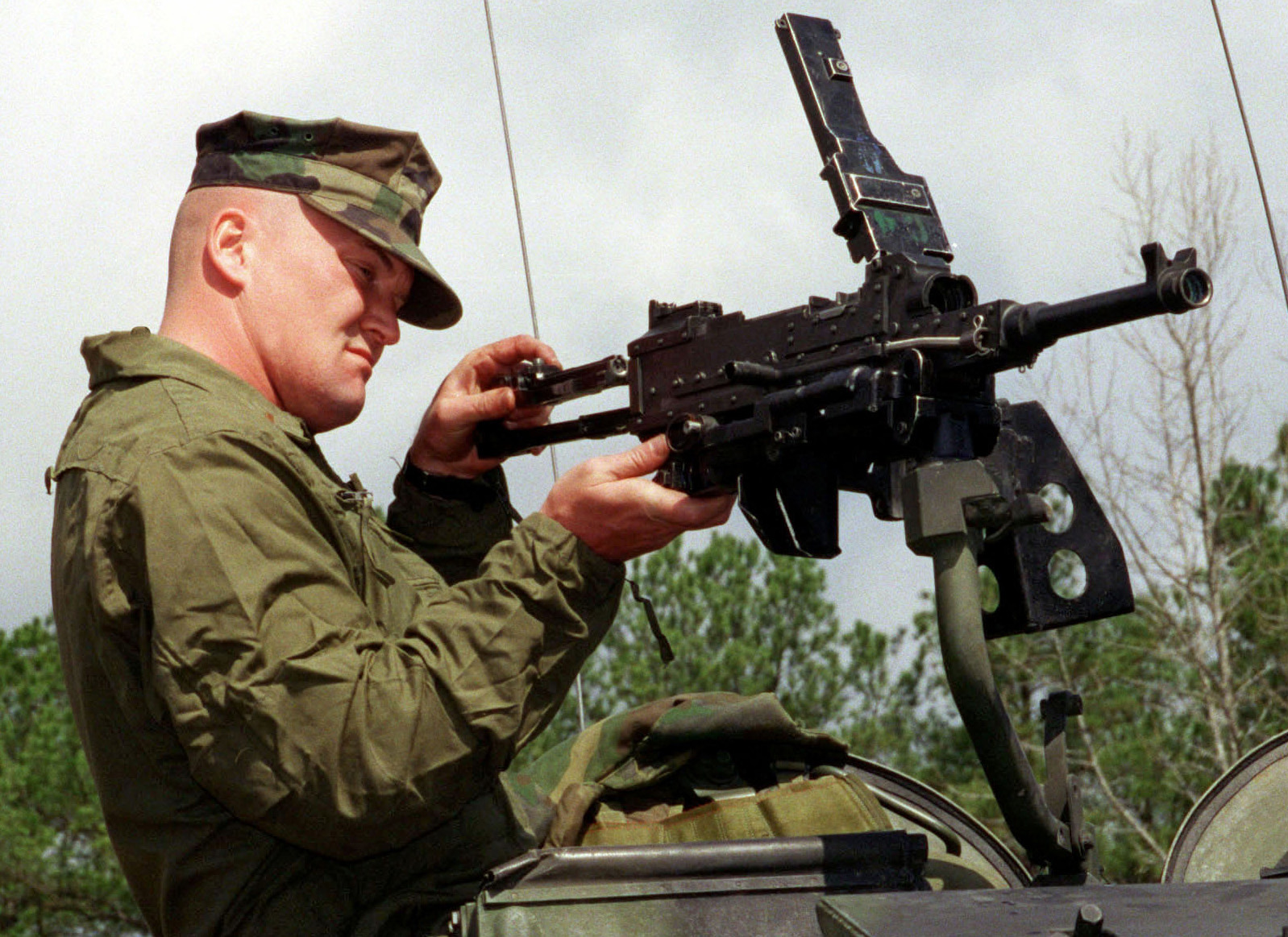
Údržba M240 na vozidle LAV
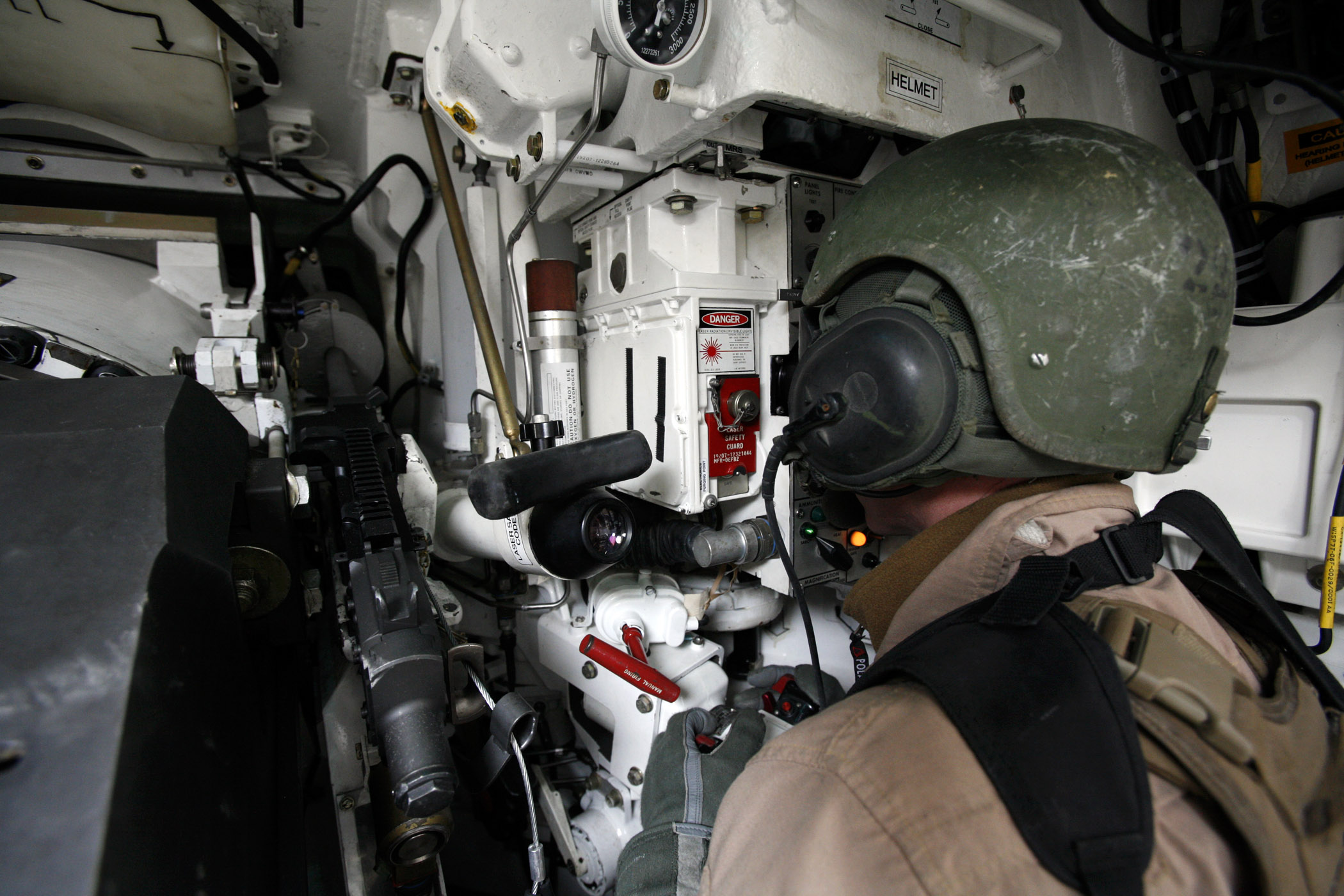
Koaxiální instalace v tanku Abrams
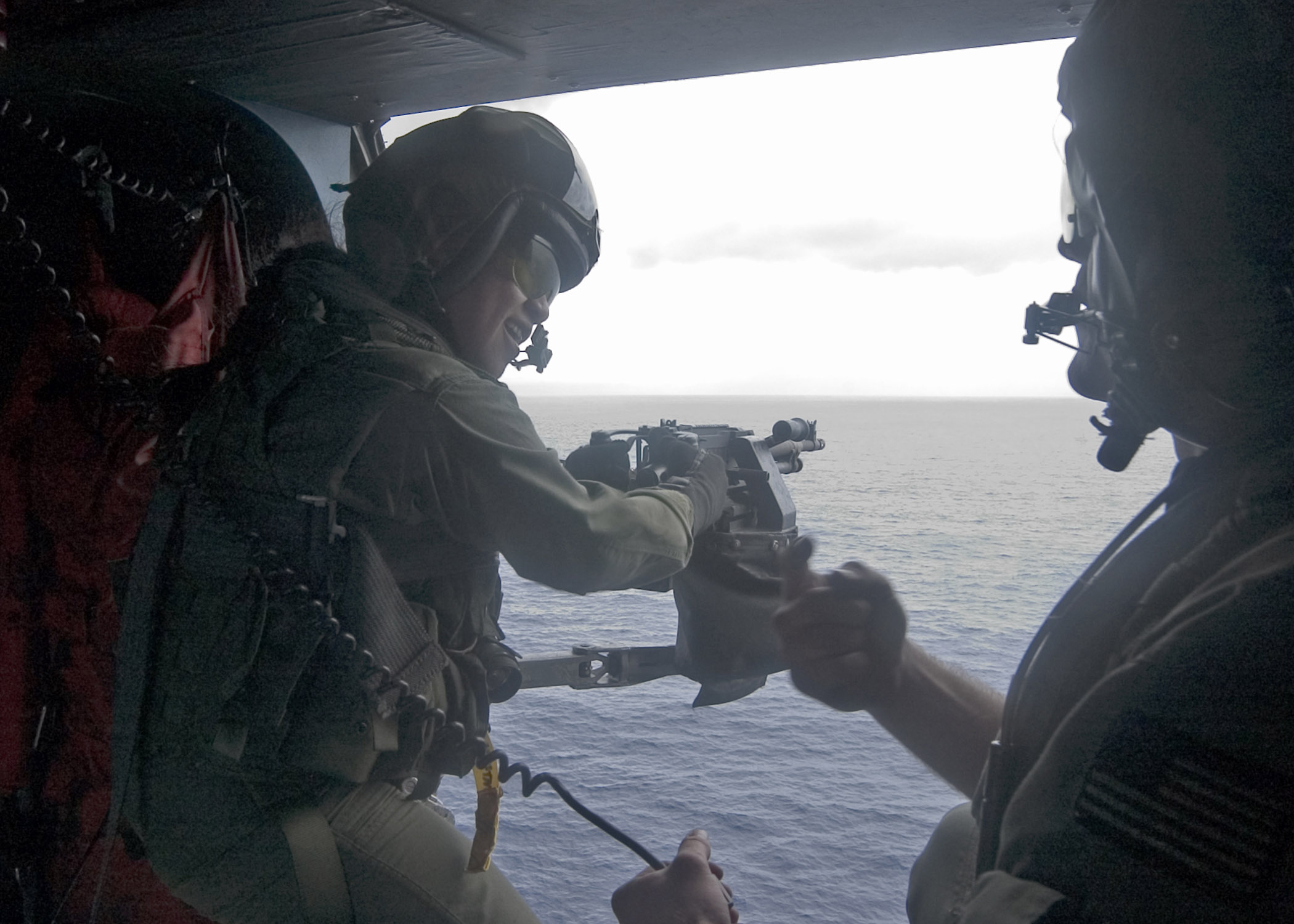
M240D ve vrtulníku SH-60 Seahawk